# Balog nad Ipľom
Balog nad Ipľom (1948–51 slowakisch „Blh nad Ipľom“ – bis 1948 „Balog“; ungarisch Ipolybalog) ist eine Gemeinde im Süden der Slowakei mit 774 Einwohnern (Stand 31. Dezember 2024). Sie gehört zum Okres Veľký Krtíš, einem Kreis des Banskobystrický kraj.

## Geographie

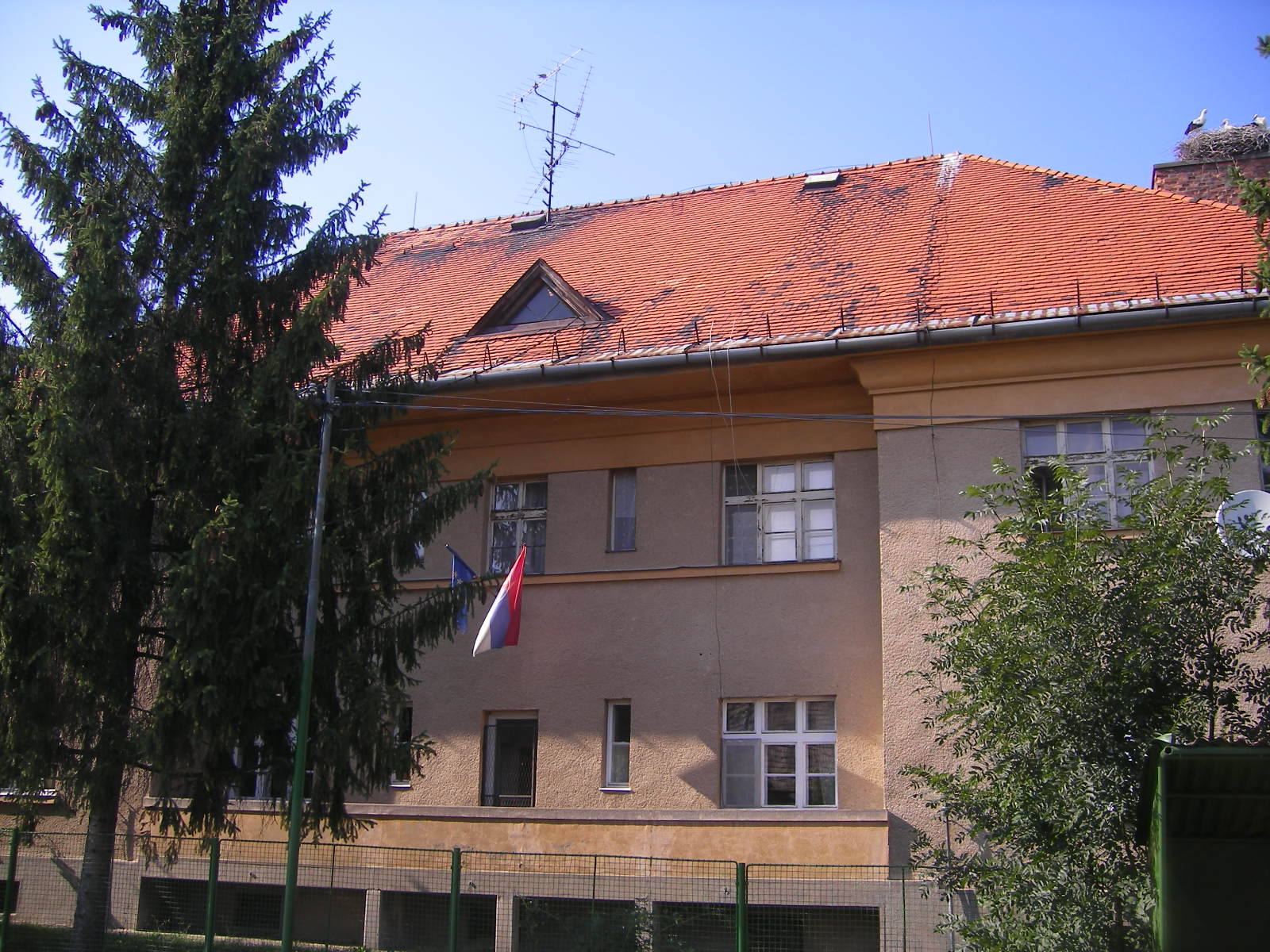
Sitz der Gemeindeverwaltung

Die Gemeinde befindet sich im Süden des Talkessels Ipeľská kotlina, einer Untereinheit von Juhoslovenská kotlina am rechten Ufer des Ipeľ, der hier zugleich die Staatsgrenze zu Ungarn bildet. Das Ortszentrum liegt auf einer Höhe von 145 m n.m. und ist 16 Kilometer von Balassagyarmat (H), 17 Kilometer von Šahy sowie 30 Kilometer von Veľký Krtíš entfernt.
Nachbargemeinden sind Vinica im Norden, Dolinka im Osten, Patak (H) im Süden, Ipolyvece (H) im Südwesten und Veľká Ves nad Ipľom im Westen.

## Geschichte

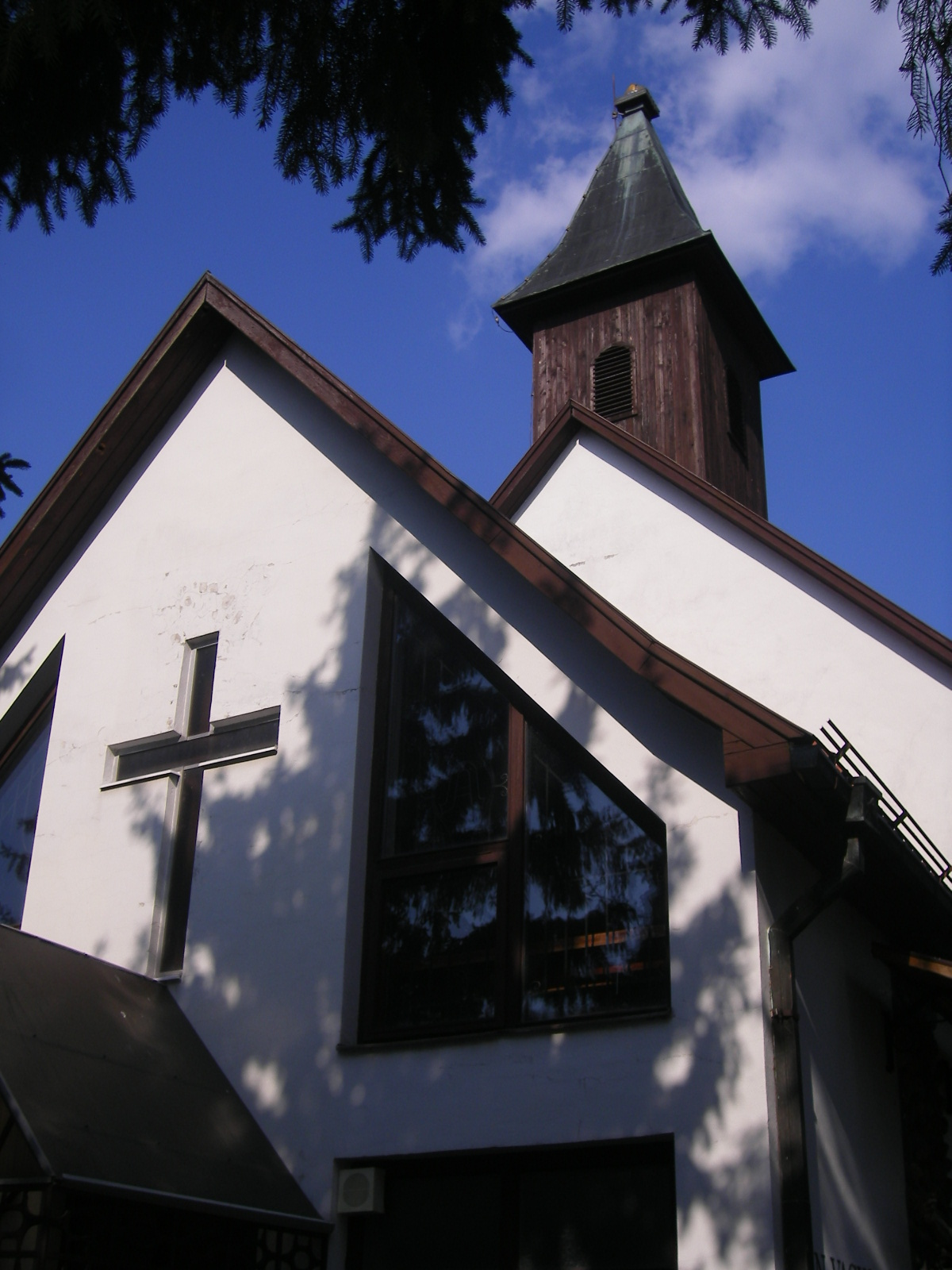
Nikolauskirche

Balog nad Ipľom wurde zum ersten Mal 1232 als Bolug schriftlich erwähnt, als Andreas II. das vorher königliche Gut dem Herrschaftsgut von Altsohl zuschlug. In einem Zehntverzeichnis aus dem Jahr 1332 wird der Ort als Belek erwähnt. 1375 erhielt das Geschlecht Oszláry das Gut, das vom 15. bis zum 19. Jahrhundert von der Nachfolgerfamilie Baloghy verwaltet wurde. 1828 zählte man 69 Häuser und 579 Einwohner, deren Haupteinnahmequellen Landwirtschaft und Viehhaltung waren. Im 19. Jahrhundert arbeitete im Dorf eine Brauerei.
Bis 1918/1919 gehörte der im Komitat Hont liegende Ort zum Königreich Ungarn und kam danach zur Tschechoslowakei beziehungsweise heute Slowakei. Zwischen 1938 und 1945 lag er aufgrund des Ersten Wiener Schiedsspruches noch einmal in Ungarn.

## Bevölkerung
| Jahr                | 1994 | 2004    | 2014    | 2024    |
| ------------------- | ---- | ------- | ------- | ------- |
| Anzahl der Personen | 835  | 826     | 833     | 774     |
| Unterschied         |      | −1,07 % | +0,84 % | −7,08 % |

| Jahr                | 2023 | 2024    |
| ------------------- | ---- | ------- |
| Anzahl der Personen | 763  | 774     |
| Unterschied         |      | +1,44 % |

Gemäß der Volkszählung 2011 wohnten in Balog nad Ipľom 846 Einwohner, davon 717 Magyaren, 113 Slowaken, 4 Tschechen, 2 Russen und 1 Mährer. 9 Einwohner machten keine Angabe zur Ethnie.
812 Einwohner bekannten sich zur römisch-katholischen Kirche, 6 Einwohner zur Evangelischen Kirche A. B. sowie jeweils 1 Einwohner zur griechisch-katholischen Kirche, zur orthodoxen Kirche und zur reformierten Kirche; 1 Einwohner bekannte sich zu einer anderen Konfession. 15 Einwohner waren konfessionslos und bei 9 Einwohnern wurde die Konfession nicht ermittelt.

## Bauwerke

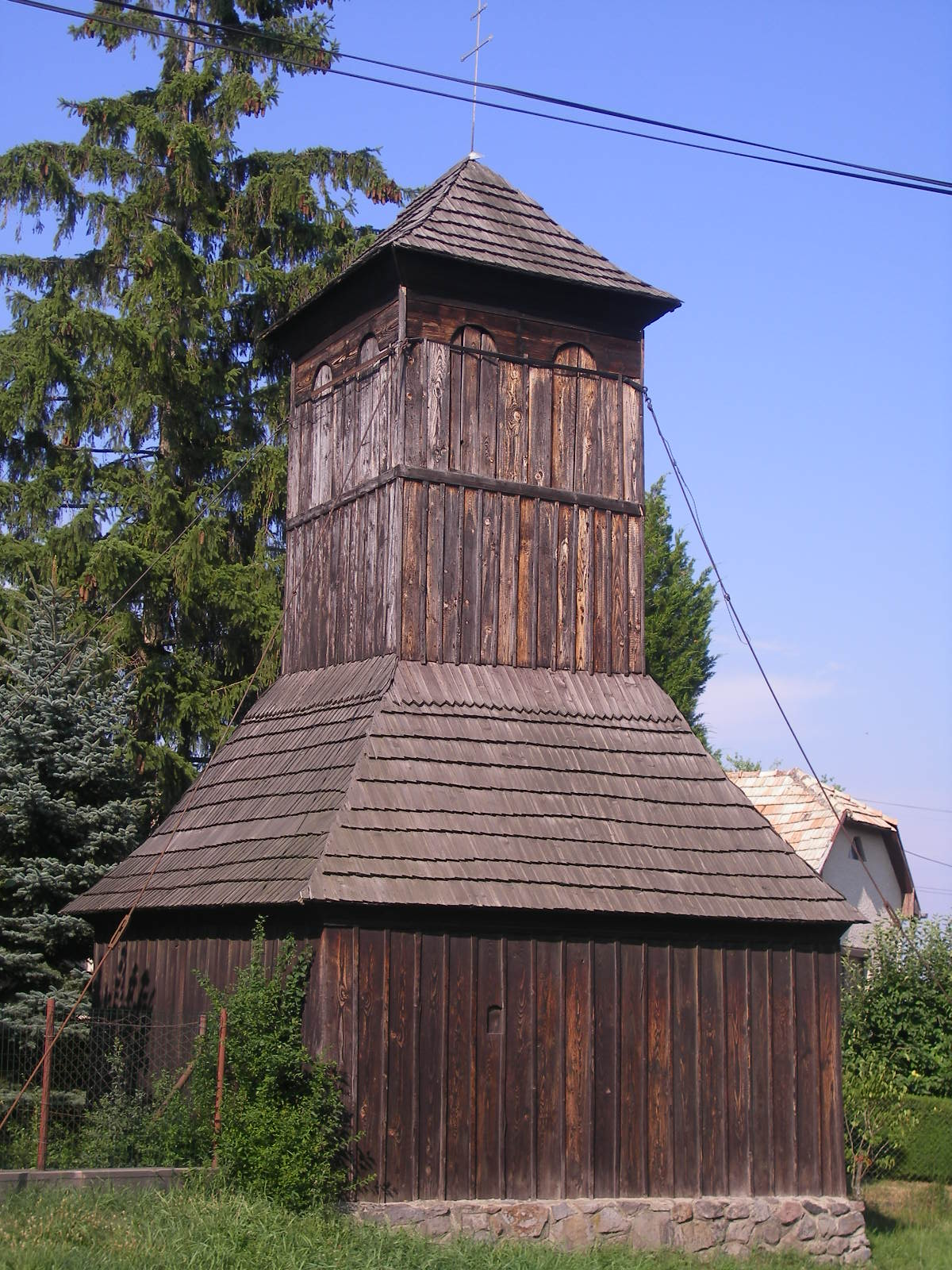
Hölzerner Glockenturm

- römisch-katholische Nikolauskirche, ursprünglich gegen 1100 erbaut, im 18. Jahrhundert barockisiert
- hölzerner Glockenturm aus dem 18. Jahrhundert
- Kapelle aus dem 18. Jahrhundert